# Titularbistum Aquipendium
Aquipendium (ital.: Acquapendente) ist ein Titularbistum der römisch-katholischen Kirche.
Hierbei handelt es sich um die in der italienischen Region Latium gelegene Stadt Acquapendente, welche am 13. September 1649 ein eigenständiges Bistum erhielt. Dieser Status wurde am 30. September 1986 aufgehoben, und das Bistum wurde mit drei weiteren Diözesen (unter anderem das Titularbistum Montefiascone) in das Bistum Viterbo eingegliedert. 1980 zählte das Bistum 19.744 Katholiken in 14 Pfarreien, welche von 15 Diözesan- und 5 Ordenspriestern betreut wurden. Im März 1991 wurde das Bistum als Titularbistum wiedererrichtet.
| Titularbischöfe von Aquipendium |                         |                                                  |                   |                  |
| Nr.                             | Name                    | Amt                                              | von               | bis              |
| 1                               | Jan Styrna              | Weihbischof in Tarnówn (Polen)                   | 22. Juni 1991     | 2. August 2003   |
| 2                               | Renato Boccardo         | Kurienbischof                                    | 29. November 2003 | 16. Juli 2009    |
| 3                               | Pietro Parolin          | Apostolischer Nuntius in (Venezuela)             | 17. August 2009   | 22. Februar 2014 |
| 4                               | Fabio Fabene            | Untersekretär der Bischofssynode                 | 8. April 2014     | 28. Februar 2017 |
| 5                               | Enrique Martínez Ossola | Weihbischof in Santiago del Estero (Argentinien) | 19. Juni 2017     |                  |

## Weblink
- Eintrag zu Aquipendium auf catholic-hierarchy.org